# Stadio José Zorrilla (1940)
Lo stadio José Zorrilla è stato uno stadio di calcio situato a Valladolid, in Spagna. È stato inaugurato il 3 novembre del 1940 e aveva una capacità di circa diecimila spettatori, portata poi a ventiduemila. Fu utilizzato dal Real Valladolid fino al 20 febbraio 1982, giorno dell'inaugurazione dell'omonimo Estadio Municipal José Zorrilla.
Dopo la demolizione al suo posto è stato costruito uno stabile de El Corte Inglés.